# Dominik Landertinger
Dominik Landertinger (Braunau am Inn, 13 maart 1988) is een Oostenrijks biatleet. Hij maakte in het seizoen 2007/2008 zijn debuut in de wereldbeker biatlon. Hij nam driemaal deel aan de Olympische winterspelen en behaalde hierbij vier olympische medailles.

## Carrière
Landertinger stond voor het eerst op het podium bij een individuele wedstrijd in de wereldbeker in het seizoen 2008/2009: in Oberhof legde hij beslag op de tweede plaats in de sprintwedstrijd, een dag later werd hij derde in de achtervolging.
Het dichtst bij een individuele zege raakte Landertinger in de massastartwedstrijd in Antholz waar hij met 0,2 seconden de overwinning aan Christoph Stephan moest laten.
Zijn revanche voor die millimeternederlaag kwam er sneller dan verwacht, namelijk al bij de volgende massastartwedstrijd. Tijdens de wereldkampioenschappen in Pyeongchang schudde Landertinger in de slotronde zijn landgenoot Christoph Sumann af, evenals Ivan Tsjerezov en record-wereldkampioen Ole Einar Bjørndalen. Landertinger won uiteindelijk met bijna 9 seconden voorsprong en vierde zo niet alleen zijn eerste wereldbekeroverwinning, maar meteen ook zijn eerste wereldtitel.
In 2010 nam Landertinger deel aan de Olympische winterspelen in Vancouver. Samen met Simon Eder, Daniel Mesotitsch en Christoph Sumann behaalde Landertinger de zilveren medaille op de estafette. Individueel was een 7e plaats op de massastart zijn beste prestatie. Landertinger won ook het eindklassement van de wereldbeker massastart in het seizoen 2009/2010.
Op de Olympische winterspelen van 2014 in Sotsji won Landertinger zilver op de 10 km sprint. Samen met Christoph Sumann, Daniel Mesotitsch en Simon Eder behaalde hij ook brons op de 4×7,5 km estafette.

## Belangrijkste resultaten

### Wereldkampioenschappen junioren
| Jaar | Plaats               | Resultaten                                                                               |
| ---- | -------------------- | ---------------------------------------------------------------------------------------- |
| 2004 | Haute Maurienne      | 9e 12,5 km individueel DNF 7,5 km sprint 11e 3 x 7,5 km estafette                        |
| 2005 | Kontiolahti          | 7e 12,5 km individueel DSQ 7,5 km sprint 4e 3 x 7,5 km estafette                         |
| 2006 | Presque Isle         | 12,5 km individueel · 22e 7,5 km sprint · 22e 10 km achtervolging · 3 x 7,5 km estafette |
| 2007 | Martell-Val Martello | 33e 12,5 km individueel · 7,5 km sprint · 4e 10 km achtervolging · 3 x 7,5 km estafette  |
| 2008 | Ruhpolding           | 11e 15 km individueel 30e 10 km sprint 14e 12,5 km achtervolging 4e 4 x 7,5 km estafette |

### Europese kampioenschappen junioren
| Jaar | Plaats     | Resultaten                                                                              |
| ---- | ---------- | --------------------------------------------------------------------------------------- |
| 2007 | Bansko     | 8e 15 km individueel · 10 km sprint · 12,5 km achtervolging · 4 x 7,5 km estafette      |
| 2008 | Nove Mesto | 11e 15 km individueel · 10e 10 km sprint · 12,5 km achtervolging · 4 x 7,5 km estafette |

### Olympische Spelen
| Jaar | Plaats    | Resultaten |
| ---- | --------- | --- |
| 2010 | Vancouver | 4x7,5 km estafette · 7e 15 km massastart · 14e 12,5 km achtervolging · 23e 20 km individueel · 34e 10 km sprint |
| 2014 | Sotsji    | 10 km sprint · 4×7,5 km estafette · 5e 20 km individueel · 7e 15 km massastart · 10e 12,5 km achtervolging      |

### Wereldkampioenschappen
| Jaar | Plaats           | Resultaten |
| ---- | ---------------- | --- |
| 2009 | Pyeongchang      | 17de 10 km sprint · 34e 12,5 km achtervolging · 6e 20 km individueel · 15 km massastart · 4 x 7,5 km estafette                   |
| 2011 | Chanty-Mansiejsk | 7e Gemengde estafette 9e 4x7,5 km estafette 16e 20 km individueel 46e 12,5 km achtervolging 49e 10 km sprint                     |
| 2012 | Ruhpolding       | 5e 4x7,5 km estafette 15e 20 km individueel 24e 15 km massastart 28e 10 km sprint 31e 12,5 km achtervolging                      |
| 2013 | Nové Město       | 5e 12,5 km achtervolging 5e 4x7,5 km estafette 6e 15 km massastart 14e 20 km individueel 15e 10 km sprint 17e gemengde estafette |
| 2015 | Kontiolahti      | 5e 4x7,5 km estafette 15e 12,5 km achtervolging 24e 15 km massastart 28e 20 km individueel 39e 10 km sprint                      |
| 2016 | Oslo             | 5e 2x 6 km & 2x 7,5 km gemengde estafette · 9e 10 km sprint · 14e 12,5 km achtervolging · 20 km individueel                      |

### Wereldbeker
Eindklasseringen
| Seizoen   | Algemeen | Individueel | Sprint | Achtervolging | Massastart |
| --------- | -------- | ----------- | ------ | ------------- | ---------- |
| 2007/2008 | 61e      | 40e         | 31e    | 55e           | 67e        |
| 2008/2009 | 24e      | 41e         | 31e    | 19e           | 25e        |
| 2009/2010 | 11e      | 24e         | 15e    | 12e           | Goud       |
| 2010/2011 | 34e      | 19e         | 31e    | 60e           | 37e        |
| 2011/2012 | 33e      | 9e          | 49e    | 24e           | 44e        |
| 2012/2013 | Brons    | 4e          | 7e     | 6e            | 7e         |
| 2013/2014 | 4e       | 9e          | 5e     | 8e            | Zilver     |
| 2014/2015 | 22e      | 22e         | 22e    | 14e           | 31e        |

Wereldbekerzeges
| Nr. | Datum            | Plaats           | Onderdeel             |
| --- | ---------------- | ---------------- | --------------------- |
| 1.  | 21 februari 2009 | Pyeongchang      | 15 km massastart (WK) |
| 2.  | 27 maart 2010    | Chanty-Mansiejsk | 15 km massastart      |